# Olga Chajdas
Olga Chajdas (ur. 5 lutego 1983 w Poznaniu) – polska reżyserka kinowa, teatralna i telewizyjna. Autorka filmu Nina, podejmującego historię lesbijskiej miłości, oraz seriali 1983 i Wataha. Zdobywczyni nagród m.in. na Międzynarodowym Festiwalu Filmowym w Rotterdamie, Festiwalu Polskich Filmów Fabularnych w Gdyni oraz nominacji do Paszportów Polityki.

## Życiorys
Urodziła się w Poznaniu. W wieku ośmiu lat przeprowadziła się wraz z rodzicami do Warszawy. Absolwentka II Liceum Ogólnokształcącego im. Stefana Batorego w Warszawie (matura 2001). Skończyła zaocznie Łódzką Szkołę Filmową na kierunku organizacji produkcji filmowej i telewizyjnej oraz reżyserię na warszawskiej Akademii Filmu i Telewizji, gdzie studiowała m.in. z Tomaszem Wasilewskim. Zaczęła pracę filmową już podczas studiów, przechodząc drogę od asystenta kierownika produkcji po drugiego kierownika, asystenta i drugiego reżysera. Pracowała przy takich serialach jak Ukryta prawda czy Barwy szczęścia. Jak twierdzi:
Nie wstydzę się tego. To była dobra szkoła. Tam wymóg formatu był taki, żeby każdą scenę zainscenizować w jednym ujęciu. Materiał miał wyglądać jak dokument, bardzo wiarygodnie (...). Do dziś czuję, że takie sceny to moja silna strona.
Przy pracy telewizyjnej poznała aktora i reżysera teatralnego Macieja Kowalewskiego. Została jego asystentką w Teatrze na Woli, gdzie nabrała doświadczenia w pracy teatralnej. Pracowała m.in. przy spektaklu Bomba, zaś jej debiutem reżyserskim był Ostatni Żyd w Europie poruszający problematykę antysemityzmu i ksenofobii w związku z 40. rocznicą Marca 1968. Współpracowała też ze Studio i Och-Teatr.
Przez pracę w teatrze poznała reżyserkę Magdalenę Łazarkiewicz, która włączyła ją do produkcji serialu Ekipa, reżyserowanego przez Agnieszkę Holland. Została później drugim reżyserem w filmie Holland, W ciemności. Równocześnie postanowiła zacząć projekty samodzielne. W 2009 roku wstąpiła na kurs fabularny w Szkole Wajdy, gdzie rozpoczęła prace nad swoim późniejszym filmem Nina. Początkowo powstała jako etiuda filmowa. W 2011 Chajdas miała już gotowy scenariusz wersji pełnometrażowej, ostatecznie jednak zaangażowała się w formy krótkometrażowe, reżyserując film Jacka Szatańskiego, 3 x Miłość, którego poznała na planie Barw... Film ten przyniósł Chajdas nagrody na festiwalach filmowych i rozpoznawalność w środowisku. Skłoniło to ją do produkcji kolejnego filmu krótkometrażowego, Kobieta budzi się rano.

W 2016 roku założyła firmę produkcyjną Wild Mouse Production, która wyprodukowała Ninę jako film pełnometrażowy z Julią Kijowską i Elizą Rycembel w rolach głównych. Premiera odbyła się na Międzynarodowym Festiwalu Filmowym w Rotterdamie w 2018 roku. Film zdobył nagrodę VPRO Big Screen Award przyznawaną twórcom poszerzającym granice języka filmowego. Uzyskał także liczne odznaczenia i nominacje w Polsce, m.in. do Orłów oraz na Festiwalu Polskich Filmów Fabularnych w Gdyni oraz nominację do Paszportów Polityki. Joanna Kos-Krauze, reżyserka i przewodnicząca Gildii Reżyserów Polskich powiedziała o nim: 
Ten film przechodzi do historii polskiego kina, jako jeden z najodważniejszych obrazów. Bezlitosny, ale delikatny. Wręcz ekshibicjonistyczny, ale intymny obraz naszych lęków, samotności, złudzeń, ale też pełen czułości i empatii. 
W 2018 ukazał się również reżyserowany przez Chajdas serial 1983, który dostał nominację w 2019 do nagrody Orzeł za „najlepszy filmowy serial fabularny”. Rok później wygrała w tej samej kategorii, tym razem za serial Wataha, którego trzeci sezon wyreżyserowała. W 2021 ukazała się Erotica 2022, nazywana „pierwszym polskim filmem fabularnym Netflixa”, w którym wyreżyserowała segment Nocna zmiana na podstawie scenariusza pisarki Gai Grzegorzewskiej. Podstawą pomysłu była współpraca pięciu reżyserek z pięcioma pisarkami, z pominięciem scenarzystów.

## Życie prywatne
Jej partnerką jest reżyserka Kasia Adamik, którą poznała podczas prac nad serialem Ekipa i z którą często współpracuje zawodowo. Pracowały razem m.in. przy Ninie, 1989, Watasze, Erotice 2022, a także sztuce Koza, albo kim jest Sylwia? Edwarda Albee’ego w Och-teatrze, która dla Adamik była debiutem teatralnym.

## Twórczość
Filmy Chajdas czerpią wiele z różnych gatunków filmowych. Przykładowo Nina łączy w sobie elementy zarówno dramatu rodzinnego jak i lesbijskiego melodramatu. Bohaterki jej filmów to często osoby znajdujące się w przełomowym punkcie życia, w „momencie przejścia”. Ich osobiste historie reżyserka pokazuje jednak bez momentów kluczowych dla rozwoju akcji, kulminacja wydarza się poza kadrem. Zamiast tego skupia się na pokazaniu tego, co dzieje się przed czy po, co pozwala jej na głębsze zniuansowanie postaci, nieocenianie ich, szukanie drugiego dna, jak np. w Kobieta budzi się rano. W efekcie jej filmy to często historie o poszukiwaniu tożsamości: w Ninie główna bohaterka odkrywa w sobie wypartą orientację seksualną. Chociaż dzieło okrzyknięto odważnym filmem LGBT, sama reżyserka, od dawna wyoutowana lesbijka, nie do końca podzielała tę opinię:
Nigdy to nie miał być film „na barykady”. Nie wychodziłam z założenia, żeby wywołać jakiś skandal. Chciałam opowiedzieć prostą historię (...) Absolutnie to nie jest film o odkrywaniu swojej orientacji seksualnej. Cały czas powtarzam, że jest to film o miłości i o uwikłaniu w pewien trójkąt emocjonalny. (...) nie chodziło mi o to, żeby to był pierwszy polski film z wątkiem lesbijskim. Ale tak jest. Nie wiem, czy chodzi o to, że to temat tabu. „Nina” zawsze miała uciekać od społecznych wyzwań, bo wydaje mi się, że to film dezaktualizuje. (...) Zawsze się okazywało, że film traci na przesunięciu ciężaru tematycznego na politykę – to gubiło bohaterów. Przekaz filmu jest zgodny z naszymi przekonaniami: miłość jest najważniejsza i nie ma granic.
Na autorski charakter filmów Chajdas składa się także jej podejście do pracy nad tekstem. Wielokrotnie łączy funkcję reżyserki i scenarzystki, pracując nad scenariuszem osobiście. Korzystając z praktyk teatralnych, nierzadko zaprasza do tego procesu aktorów. Ostateczna forma scenariusza Niny powstała przez współpracę Chajdas ze scenarzystką Martą Konarzewską oraz Julią Kijowską, odtwórczynią głównej roli. Jak twierdzi reżyserka:
Mam świadomość tego, że reżyser i scenarzysta to dwa różne zawody, ale lubię uczestniczyć w procesie pisania. Chcę żeby te historie były moje − chcę je znać od podszewki, wiedzieć w jakim kierunku idą. Gdzie historia powinna się rozwijać.
Czerpanie z doświadczeń teatralnych widać również w sposobie traktowania scenografii. Reżyserka przykłada dużą wagę do roli przestrzeni w swoich filmach. Nie tylko rozbudowują one świat przedstawiony, ale i biorą udział w rozbudowywaniu relacji między bohaterami czy pchają fabułę do przodu.

## Filmografia

### Filmy pełnometrażowe
- 2006: Południe-Północ, asystent reżysera
- 2008: Boisko bezdomnych, asystent reżysera
- 2009: Popiełuszko. Wolność jest w nas, asystent reżysera
- 2011: W ciemności, reżyser II
- 2009: Janosik. Prawdziwa historia, reżyser II
- 2018: Nina, reżyseria, scenariusz
- 2021: Erotica 2022, reżyseria, producent wykonawczy
- 2023: Imago, reżyseria, scenariusz
- 2025: Dziadku, wiejemy!, reżyseria[1]

### Filmy krótkometrażowe
- 2016: 3 × Miłość, reżyseria
- 2017: Kobieta budzi się rano, reżyseria, scenariusz, producent[1]

### Filmy dokumentalne
- 2008: O rzeczy tajemniczej, reżyseria, scenariusz[1]

### Seriale
- 2007: Ekipa, obsada aktorska
- 2008–2009: BrzydUla, reżyser II
- 2009: Janosik. Prawdziwa historia, reżyser II
- 2011–2013: Głęboka woda, reżyseria
- 2012–2015: Barwy szczęścia, reżyseria
- 2012: Ukryta prawda, reżyseria
- 2015: Uwikłani, reżyseria
- 2017: Za marzenia, reżyseria
- 2018: 1983, reżyseria
- 2019: Wataha, reżyseria sezonu trzeciego[13]
- 2022: Krakowskie potwory, reżyseria
- 2022: Mój agent, reżyseria

## Teatr
- 2006: Bomba, asystent reżysera
- 2007: Wyścig spermy, II reżyser
- 2008: Ostatni Żyd w Europie, reżyseria[14]
- 2010, Koza, albo kim jest Sylwia?, reżyseria[15]
- 2012: Zrób sobie raj, reżyseria[16]
- 2016, Letni dzień, reżyseria[15]

## Odznaczenia i nagrody
- Short Film Festival „Oddalenia” w Dublinie: Grand Prix za film 3 x Miłość,
- California Women’s Film Festival w Encino 2016: nagroda dla najlepszego filmu zagranicznego za film 3 x Miłość,
- Los Angeles Independent Film Festival 2016: Best Ensemble Cast, Best Female Filmmaker za film 3 x Miłość[4],
- Międzynarodowy Festiwal Filmowy w Rotterdamie 2018: VPRO Big Screen Award za film Nina,
- Złote Lwy 2018: Nagroda Onetu: Odkrycie Festiwalu, Nagroda od marki dr Ireny Eris za najodważniejsze spojrzenie za film, Złoty Pazur – Konkurs Inne Spojrzenie za film Nina,
- Słoń 2019: wyróżnienie za film Nina,
- Orły 2020: Najlepszy filmowy serial fabularny za serial Wataha[7]